# Colite microscópica
Colite microscópica refere-se a duas condições médicas que causam diarreia: colite colagenosa e colite linfocítica, caracterizadas pela seguinte tríada de características clinico-patológicas: diarreia aquosa crónica, colonoscopia normal, histopatologia característica (células inflamatórias).